# Ranunculus elbursensis
Ranunculus elbursensis är en ranunkelväxtart som beskrevs av Pierre Edmond Boissier. Ranunculus elbursensis ingår i släktet ranunkler, och familjen ranunkelväxter. Inga underarter finns listade i Catalogue of Life.